# Jüdische Zeitung (Berlin)
Die Jüdische Zeitung war eine unabhängige jüdische Monatszeitung in deutscher Sprache aus dem Haus Werner Media Berlin, die zwischen September 2005 und August 2014 erschienen war. Adressat der im Rheinischen Format gedruckten Monatsschrift waren nach eigener Aussage die deutschsprachige jüdische Gemeinschaft sowie alle am Judentum und jüdischen Fragen Interessierten.
Mit einer Startauflage von 39.000 Exemplaren im September 2005 trat die Jüdische Zeitung gleich mehr als doppelt so stark auf wie die vom Zentralrat der Juden in Deutschland herausgegebene Wochenzeitung Jüdische Allgemeine und distanzierte sich auf Seite eins von dem Alleinvertretungsanspruch des Zentralrats. Sie widmete in den Anfangsjahren kleinen liberalen jüdischen Gemeinden, die im Zentralrat nicht vertreten waren, viel Raum.
Die hohe Startauflage konnte nicht gehalten werden: Während 2007 noch eine Auflage von 36.000 Exemplaren angegeben wurde, erschien die Zeitung 2009 vorübergehend nur als online-Ausgabe und 2010 mit einer Auflage von 7.300 Exemplaren. Die Zahlen beruhen auf Verlagsangaben, die Jüdische Zeitung wurde nicht bei der Informationsgemeinschaft zur Feststellung der Verbreitung von Werbeträgern (IVW) erfasst.
Im Oktober 2014 meldete der Verlag Werner Media Insolvenz an, die Jüdische Zeitung wurde eingestellt.
Die Jüdische Zeitung war im gleichen Verlag wie die schon seit 2002 produzierte russischsprachige Jewreiskaja gaseta erschienen, die sich an russischsprachige Juden gerichtet hatte. Hin und wieder erschienen Artikel in Übersetzung parallel in der russischen Jewreiskaja gaseta sowie in der Jüdischen Zeitung, jedoch war die Jüdische Zeitung ein eigenständiges Medium mit einer kritischen Sicht auf jüdische Themen, das ein breites Meinungsspektrum – von atheistisch bis ultraorthodox, von linksliberal bis rechtskonservativ, von antizionistisch bis ultrazionistisch – abbildete.